# Allium trichocnemis
Allium trichocnemis — вид трав'янистих рослин родини амарилісові (Amaryllidaceae), ендемік Алжиру.

## Опис
Цибулина довгасто-конічна до 21 × 10 мм, з волокнистими зовнішніми оболонками, що огороджують основу стеблини до 65 мм. Є кілька цибулинок. Стеблина прямостійна, завдовжки до 510 мм, вкритий листовими піхвами до 1/2 довжини. Листки субциліндричні, голі й часто з розрідженими довгими волосками на піхвах. Суцвіття субсферичне, нещільне. Оцвітина циліндрично-урноподібна. Листочки оцвітини рожево-бузкові, 5.1–6.9 × 1.1–1.9 мм, з пурпурною серединною жилкою. Коробочка 3–4 × 4.1–5.2 мм. 2n = 4x = 32.
Квітне з червня до кінця липня.

## Поширення
Ендемік північного Алжиру (гора Гурая).
Ендемік гори Гурая (фр. Gouraya), Бежайський національний парк. Вид представлений нечисленними особинами, розподіленими на двох невеликих сусідніх поверхнях на висоті 540 м. Зростає в освітлених сонцем сухих щілинах і тріщинах вапнякових прибережних скель, що виходять на південь.